# 1-Tridecanol
El 1-tridecanol es un compuesto orgánico del grupo de los alcoholes, concretamente, un alcohol saturado primario con la fórmula química CH
3(CH
2)
11CH
2OH. Es un sólido oleoso incoloro e inflamable.
Al igual que los alcoholes de cadena larga relacionados, el tridecanol a veces se clasifica como un alcohol graso porque alguna vez se obtuvo por hidrogenación de grasas. Sin embargo, la mayoría de los alcoholes grasos tienen un número par de carbonos. El 1-tridecanol se puede obtener por hidrogenación del tridecanal. El 1-tridecanol se utiliza como lubricante y para la fabricación de tensoactivos y plastificantes.